# La nit de l'amor
La nit de l'amor és un drama líric en un acte, llibret original de Santiago Rusiñol i música d'Enric Morera, estrenat al teatre Romea de Barcelona, la nit del 20 de gener de 1905.

## Edicions
- 2ª ed.: Tip. "L'Avenç". Barcelona, 1905 (edició corregida).